# Ferreirós de Valboa
Ferreirós de Valboa és una parròquia consagrada a Santa Maria pertanyent al municipi de Becerreá, província de Lugo.
Segons el padró municipal de 2004 la parròquia de Santa Maria de Ferreirós de Valboa tenia 111 habitants (54 homes i 57 dones), distribuïts en 2 entitats de població (o lugares), el que pressuposà una disminució en relació al padró de l'any 1999 quan hi havia 125 habitants. Segons l'IGE, el 2014 la seva població va caure fins a les 77 persones (39 homes i 38 dones).

## Llocs
- Ferrañol
- Ferreirós de Valboa